# 海倫·卓克
海倫·卓克，MBE（1964年11月7日—），為已退休的英格蘭女子羽球運動員。

## 生涯
海倫·卓克為女子單打選手，曾贏得1983年世界羽毛球錦標賽季軍，及1985年台北名人賽冠軍。